# ТЭЦ Кельце
ТЭЦ Кельце — теплоэлектроцентраль в одном из городов центральной Польши.
В 1989—1990 годах в Кельцах была введена в эксплуатацию котельная, оснащенная двумя вугольными водогрейными котлами WP-140 мощностью по 140 МВт производства рацибужской компании «Rafako». Позже к ним добавили пять котлов WR 25 мощностью по 29 МВт.
В 2009 году были запущены два паровых котла — угольный OR-50 и рассчитанный на сжигание биомассы OS20 (обоих изготовила «Rafako»). Первоначально они питали одну турбину мощностью 10 МВт, к которой через несколько лет добавили еще одну производства «Siemens» мощностью 6,5 МВт.
По состоянию на конец 2010-х годов электрическая и тепловая мощности станции составляли 17,6 МВт и 315 МВт соответственно (в работе оставался только один котел WP-140).
Для удаления продуктов сгорания построено несколько дымовых труб, самая высокая из которых имеет высоту 213 метров.